# Кто, если не ты?..
«Кто, если не ты?..» — советский фильм режиссёра Георгия Кузнецова, выпущенный Свердловской киностудией в 1974 году. На экраны выпущен 14 июня 1976 года.

## Сюжет
Юрий Батов, вернувшись со срочной службы в армии, хочет стать актёром. Но он из потомственной семьи уральских сталеваров, и его отец — уважаемый на заводе бригадир сталеваров, не одобряет выбор сына. Провалившись на экзаменах в институт, до следующего набора Юрий временно идёт работать на завод, где находит свое призвание.

## В ролях
- Николай Сектименко — Юрий Батов
- Фёдор Одиноков — Николай Кузьмич Батов, бригадир сталеваров
- Майя Булгакова — Наталья Фёдоровна Батова
- Александр Беспалый — Антон, сталевар
- Николай Кузьмин — Василий Спиридонович Сухоруков, бригадир сталеваров
- Галина Логинова — Валя, невеста Юры
- Артём Карапетян — Хурцилава, парторг завода
- Владимир Емельянов — Петр Петрович Комаров, главный инженер завода
- Алексей Михайлов — Фёдор Иванович, начальник планового отдела завода
- Херманис Ваздикс — француз
- Валерий Величко — бульдозерист
- Татьяна Казакова — соседка Вали по общежитию

## Фестивали
- Восьмой Всесоюзный кинофестиваль — почётные дипломы за «режиссёрский дебют» и «разработку темы о рабочем классе»[1].